# Нанакули (Хаваји)
Нанакули (Хаваји) (енгл. Nanakuli) насељено је место за статистичке потребе у америчкој савезној држави Хаваји. По попису становништва из 2010. у њему је живело 12.666 становника.

## Демографија
Према попису становништва из 2010. у граду је живело 12.666 становника, што је 1.852 (17,1%) становника више него 2000. године.
| Група             | 2000.         | 2010.         |
| Белци             | 533 (4,9%)    | 537 (4,2%)    |
| Афроамериканци    | 85 (0,8%)     | 97 (0,8%)     |
| Азијати           | 1.255 (11,6%) | 1.159 (9,2%)  |
| Хиспаноамериканци | 1.202 (11,1%) | 1.493 (11,8%) |
| Укупно            | 10.814        | 12.666        |